# Luwagga Kizito
Luwagga William Kizito (Kisubi, 20 dicembre 1993) è un calciatore ugandese, attaccante dei Wakiso Giants.

## Carriera

### Club
Dopo gli inizi in patria, si trasferisce nel 2012 in Portogallo, paese nel quale veste la maglia di Leixões, Covilhã, Rio Ave e Feirense. Nel 2017 passa al CSM Politehnica Iași, squadra rumena, e nel 2018 in prestito al BATĖ Borisov, club bielorusso.

### Nazionale
Ha esordito in nazionale nel 2012. Ha partecipato alla Coppa d'Africa 2017.

## Palmarès

### Club

#### Competizioni nazionali
- Campionato bielorusso: 1

BATĖ Borisov: 2018